# 沙溪镇 (通江县)
沙溪镇，是中华人民共和国四川省巴中市通江县下辖的一个乡镇级行政单位。2020年5月，撤销文胜乡、板凳乡，将原文胜乡、原板凳乡和原九层乡马鞍山村所属行政区域划归沙溪镇管辖。

## 行政区划
沙溪镇下辖以下地区：
沙溪街道社区、大城村、大林坡村、红云岩村、龙转坪村、彭家岩村、秦家院村、桑丝坪村、水磨沟村、苏坪村、王坪村、柳枝坪村、大梁城村、金山罐村和明月沟村。